# 横須賀警察署
横須賀警察署（よこすかけいさつしょ）は、神奈川県警察が管轄する警察署の一つ。神奈川県横須賀市新港町1番地10に所在する。識別章所属表示はYA。2015年に新庁舎に移転した。
相模方面本部隷下、第六方面に属する三浦半島方面を代表する大規模警察署で、署長の階級は警視正。古くからの軍都横須賀の中心の治安を担う。管内に米海軍横須賀基地を抱え、各種デモ等も行われることから警備部門の体制強化が計られており、警備部直轄警察隊（管区機動隊）も配備されている。（横須賀中央駅周辺は警察本部により歓楽街総合対策重点取締地区に指定されている。）
当署は自動車運転免許証の即日交付を受けることができる警察署である。
管轄区域内に指定暴力団稲川会系組事務所のほか、朝鮮総連横須賀支部が存在する。
他の県警察施設として、管内には刑事部機動捜査隊、地域部自動車警ら隊、交通部第一交通機動隊の各分駐所が置かれている。
平成24年以降、繁華街等における街頭犯罪抑止対策のため、街頭防犯カメラを運用している、県下で数少ない警察署の一つ。

## 所在地
- 神奈川県横須賀市新港町1番地10

## 管轄区域
- 横須賀市中部・西部

## 沿革
- 1877年2月9日 - 開設。

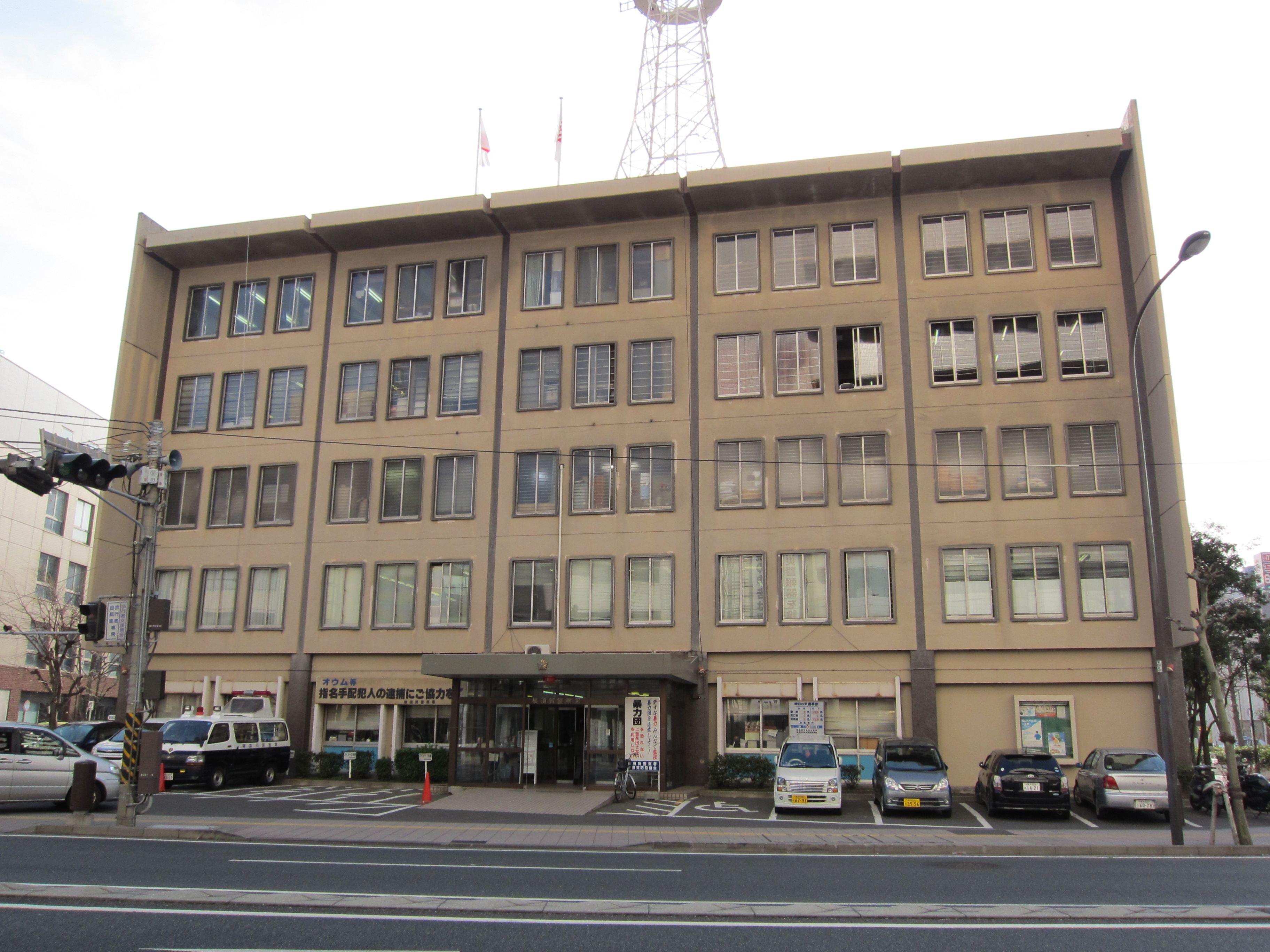
旧庁舎

- 1886年12月19日 - 横須賀警察署を三浦警察署に改称。
- 1892年3月 - 三浦警察署を横須賀警察署に改称。
- 1926年7月1日 - 浦賀分署が浦賀警察署（現・横須賀南警察署）に昇格。
- 1948年3月7日 - （旧）警察法の公布に伴い、自治体警察として横須賀市警察が発足。横須賀市横須賀警察署となる。
- 1948年12月15日 - 船越警部派出所が田浦警察署に昇格。
- 1954年7月1日 - 警察法の改正に伴い、神奈川県横須賀警察署となる。
- 2015年7月6日 - 新港町1番地10の新庁舎に移転[1][2]（敷地面積6千平方メートル、庁舎は鉄筋コンクリート地下1階、地上5階建て。）
- 2021年4月1日 - 三春町三丁目交番を廃止[3][4]。
- 2024年4月1日 - 森崎町交番を廃止[5][6]。

## 組織
- 署長（警視正）
- 副署長（警視）
- 地域担当次長（警視）
- 会計担当次長（警視相当職）
- 刑事兼生活安全担当次長（警視）
- 警備担当次長（警視）
- 警務課 - 警務係、住民相談係
- 留置管理課（平成28年度新設） - 管理係
- 会計課 - 会計係
- 生活安全課 - 防犯少年係、経済保安係
- 地域第一課 - 地域企画係、地域係
- 地域第二課 - 地域係
- 地域第三課 - 地域係

（警ら用無線自動車4台、小型警ら車4台）
- 刑事第一課 - 刑事総務係、強行犯係、盗犯係、鑑識係
- 刑事第二課 - 知能犯係、暴力犯係、薬物銃器対策係、国際犯係
- 交通課 - 交通総務係、交通捜査係、交通指導係
- 警備課 - 公安係、外事係、警備実施係、直轄警察隊

（11課体制）
※「神奈川県警察の組織に関する規則（昭和44年神奈川県公安委員会規則第2号）」を参考にした。

## 交番
- 武山交番 - 横須賀市長坂1丁目4番4号
- 中央駅前交番 - 横須賀市若松町2丁目6番地2
- 本町交番 - 横須賀市本町2丁目1番地23
- 逸見駅前交番 - 横須賀市東逸見町2丁目18番地4
- 坂本町交番 - 横須賀市坂本町1丁目19番地39
- 安浦町交番 - 横須賀市安浦町2丁目1番地
- 上町三丁目交番 - 横須賀市不入斗町1丁目1番地6
- 衣笠駅前交番 - 横須賀市衣笠栄町2丁目28番地
- 池上交番 - 横須賀市池上3丁目1番7号
- 公郷町交番 - 横須賀市公郷町2丁目22番地
- 武交番 - 横須賀市武3丁目5番30号

廃止された交番
- 三春町三丁目交番 - 横須賀市三春町3丁目47番地2
- 森崎町交番 - 横須賀市森崎3丁目4番地

## 駐在所
- 吉倉町駐在所 - 横須賀市吉倉町1丁目103番地
- 芦名駐在所 - 横須賀市芦名1丁目4番6号
- 秋谷駐在所 - 横須賀市秋谷3丁目2番3号
- 大木根駐在所 - 横須賀市長井1丁目16番13号
- 屋形駐在所 - 横須賀市長井5丁目11番5号

## 自動車ナンバー自動読取装置（Nシステム）
- 横須賀市本町二丁目（国道16号）
- 横須賀市汐入町一丁目（国道16号）
- 横須賀市西逸見町一丁目（国道16号）
- 横須賀市長井一丁目（国道134号）
- 横須賀市衣笠町（県道26号）
- 横須賀市池上五丁目（県道27号）